# Ricardo López (homme politique)
Pour les articles homonymes, voir Ricardo López et López.
Ricardo López, né le 13 février 1937 à Madrid, Espagne et mort le 27 janvier 2024 à Saint-Constant, est un homme d'affaires et homme politique canadien, député à la Chambre des communes de Châteauguay de 1984 à 1993 sous la bannière du Parti progressiste-conservateur du Canada.

## Biographie
Né le 13 février 1937 à Madrid en Espagne, Ricardo López immigre au Canada en décembre 1964 avec son épouse et leurs deux fils aînés.
Homme d'affaires de carrière, il se présente pour la première fois à l'élection fédérale canadienne de 1984 dans la circonscription de Châteauguay au Québec où il est élu député à la Chambre des communes sous la bannière du Parti progressiste-conservateur. López fait partie des 33e et 34e législatures du Canada puisqu'il est réélu à l'élection de 1988.
À l'élection générale de 1993, il est défait par Maurice Godin du Bloc québécois. Il est également battu à l'élection fédérale de 2000, alors qu'il se présente pour l'Alliance canadienne.
En tant que député, Lopez tient parfois des propos controversés. Il embarrasse le Parti progressiste-conservateur de Brian Mulroney en 1990 pendant la crise d'Oka, en déclarant qu'il vaut mieux déporter les autochtones au Labrador. Lopez vote également en faveur de l'interdiction de l'avortement et suggère d'abolir l'aide sociale aux personnes aptes au travail.
Ricardo López tente d'être candidat pour le Parti libéral du Canada dans la circonscription de Beauharnois—Salaberry à l'élection fédérale de 2008, mais un article du quotidien La Presse rappelant les déclarations controversées faites par López dans le passé amène le PLC à retirer son candidat et à le remplacer par sa fille, Maria López.
Ricardo López meurt le 27 janvier 2024 à Saint-Constant à l'âge de 86 ans.